# Morgula donosochagrense
Morgula donosochagrense è un pesce osseo estinto, appartenente agli istioforiformi. Visse nel Miocene superiore (circa 6,5 - 6 milioni di anni fa) e i suoi resti fossili sono stati ritrovati a Panama.

## Descrizione
Questo pesce è noto per un rostro lungo oltre 60 centimetri, molto simile a quello degli odierni pesci vela (Istiophoridae). Morgula era caratterizzato da un rostro molto allungato e sottile, di forma triangolare in vista dorsale, e dalle ossa nasali dagli angoli estesi lateralmente. Le premascelle erano divise in due ossa separate per circa il 60% della lunghezza del rostro. I canali interni erano circolari. 

## Classificazione
Morgula è un rappresentante degli Istiophoridae, il gruppo a cui appartengono i pesci vela attuali. In particolare, Morgula sembrerebbe far parte di un clade noto come Gracilorostra, di cui fanno parte alcune forme estinte come l'affine Spathochoira e gli attuali Kajikia e Tetrapturus. 
Morgula donosochagrense venne descritto per la prima volta nel 2022, sulla base di resti fossili rinvenuti nella formazione Chagres, risalente alla fine del Miocene, nei pressi di Colon a Panama. Il nome generico Morgula è la latinizzazione del sostantivo elfico Sindarin "morgul", che significa "magia nera" o "stregoneria oscura", e si riferisce alla "lama Morgul", un pugnale leggendario (simile nella forma al fossile) dal romanzo Il Signore degli Anelli di J. R. R. Tolkien.